# 勒梅尼勒阿德莱
勒梅尼勒阿德莱（法語：Le Mesnil-Adelée，法語發音：[lə mɛnil adle]）是法国芒什省的一个市镇，属于阿夫朗什区。

## 地理
勒梅尼勒阿德莱（48°42'2"N, 1°4'33"W）面积6.82 平方千米，位于法国诺曼底大区芒什省，该省份为法国西北部沿海省份，西、北、东北三面环大西洋，东起顺时针与卡爾瓦多斯省、奧恩省、马耶讷省和伊勒-维莱讷省接壤。
与勒梅尼勒阿德莱接壤的市镇（或旧市镇、城区）包括：莱克雷奈、屈沃、勒梅尼勒吉尔贝、雷菲韦耶、瑞维尼莱瓦莱。

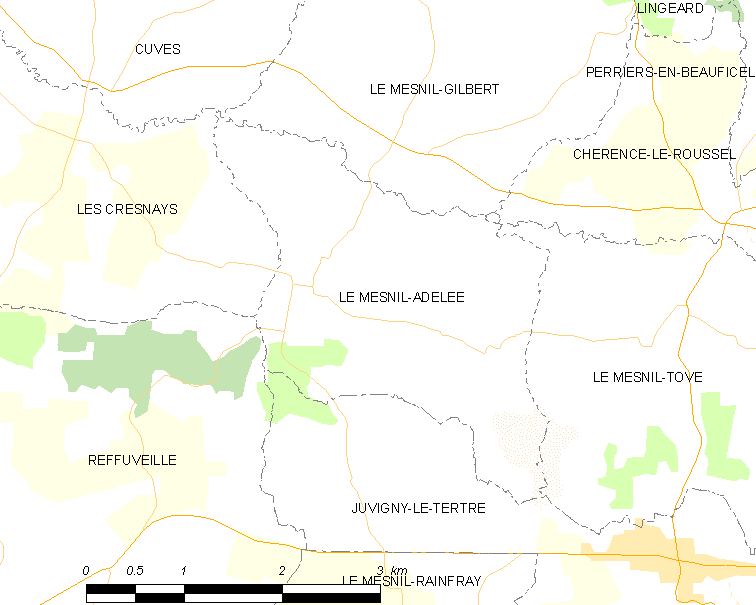
勒梅尼勒阿德莱的OSM定位图

勒梅尼勒阿德莱的时区为UTC+01:00、UTC+02:00（夏令时）。

## 行政
勒梅尼勒阿德莱的邮政编码为50520，INSEE市镇编码为50300。

## 政治
勒梅尼勒阿德莱所属的省级选区为伊西尼-勒比阿县。

## 人口

1962-2008年间勒梅尼勒阿德莱人口变化图示

勒梅尼勒阿德莱于2022年1月1日时的人口数量为158人。